# Angel Dust (US-amerikanische Band)
Angel Dust (stilisiert als Angel Du$t) ist eine US-amerikanische Rock-Band aus Baltimore, Maryland. Die Band wurde im Jahre 2013 von Mitgliedern der Band Turnstile und Trapped Under Ice gegründet und wird zeitweilig als Supergroup bezeichnet.

## Geschichte
Die Band gründete sich im Jahre 2013 und bestand zunächst aus dem Sänger Justice Tripp von der Band Trapped Under Ice, den Turnstile-Mitgliedern Michael Quick (Gitarre), Nicholas Heitman (Bass) und Daniel Fang (Schlagzeug). Komplettiert wurde die erste Besetzung durch den Gitarristen Pat McCrory, der später ebenfalls bei Turnstile einstieg. Noch im Gründungsjahr veröffentlichte die Band am 8. April 2013 das Demo Xtra Raw. Im Herbst des Jahres ging die Band im Vorprogramm von Twitching Tongues auf Tournee, bevor im Februar 2014 eine weitere Tournee im Vorprogramm von Turnstile folgte. Am 10. Juni 2014 erschien über Reaper Records das Debütalbum A.D. Das zweite Album Rock the Fuck on Forever folgte am 20. Mai 2016 über Pop Wig Records, einem Plattenlabel, das von Justice Tripp, Daniel Fang und dem Turnstile-Sänger Brendan Yates betrieben wird.
Ein Jahr später schloss sich Brendan Yates als Gitarrist Angel Dust an. Ebenfalls 2017 verließ Nicholas Heitman die Band und wurde durch Jeff Caffey ersetzt. Mit dem Produzenten Will Yip spielte die Band ihr drittes Studioalbum Pretty Buff ein, welches am 15. März 2019 über Roadrunner Records erschien. Angel Dust spielten ihre erste eigene Headlinertournee und traten auf dem Riot Fest und dem Slam Dunk Festival auf. Bei den Kerrang! Awards 2019 wurden Angel Dust in der Kategorie Best International Breakthrough Act nominiert. Der Preis ging jedoch an die Band Swmrs. In den folgenden beiden Jahren veröffentlichte die Band die EPs Lil House und Bigger House, bevor sich wieder das Besetzungskarrusell drehte. Jeff Caffey und Brendan Yates verließen die Band und wurden zunächst durch Tourmusiker ersetzt. Im Herbst 2021 tourten Angel Dust und Pinkshift zusammen im Vorprogramm von Mannequin Pussy durch die USA.
Am 22. Oktober 2021 erschien das von Rob Schnapf produzierte vierte Studioalbum Yak: A Collection of Truck Songs. Bei dem Lied Dancing on the Radio ist Tim Armstrong von der Band Rancid als Gastsänger zu hören. Im folgenden Jahr spielten Angel Dust im Vorprogramm von PUP und Movements und spielten eine Co-Headlinertournee durch das Vereinigte Königreich mit Drug Church. Mit Daniel Fang und Pat McCrory verließen im Jahre 2023 die letzten übrig gebliebenen Turnstile-Mitglieder die Band und wurden durch mehrere ehemalige Livemusiker ersetzt. Im Sommer 2023 spielten Angel Dust auf den Festivals Sonic Temple Art & Music und Welcome to Rockville. Das fünfte Studioalbum Brand New Soul wurde vom Sänger Justice Tripp produziert und erschien am 8. September 2023 über Pop Wig Records. Bei dem Lied Very Aggressive ist Mat Kerekes von der Band Citizen als Gastsänger zu hören.

## Stil
James Christopher Monger vom Onlinemagazin Allmusic bezeichnete die Musik von Angel Dust als eingängigen Melodic Hardcore der alten Schule, der sich auf Bands wie die Gorilla Biscuits, All und Bad Brains beruft. Ihre Musik wird darüber hinaus noch als Hardcore Punk, Punk-Rock und Pop-Rock bezeichnet. Als Einflüsse nennt die Band Künstler wie The Lemonheads, The Replacements, The Feelies, Violent Femmes, Greg Sage und die Bad Brains.

## Diskografie
| Alben - 2014: A.D. - 2016: Rock the Fuck on Forever - 2019: Pretty Buff - 2021: Yak: A Collection of Truck Songs - 2023: Brand New Soul EPs - 2020: Lil House - 2021: Bigger House Demo - 2013: Xtra Raw | Musikvideos - 2013: Rage - 2016: Toxic Boombox - 2016: Headstone - 2019: Big Ass Love - 2019: Bang My Drum - 2019: Five - 2019: Let Me Know - 2019: Want It All - 2019: On My Way - 2020: Never Ending Game - 2021: Love Is the Greatest - 2021: Big Bite - 2023: Very Aggressive - 2023: Space Jam |